# Eulophus basalis
Eulophus basalis är en stekelart som beskrevs av Thomas Say 1836. Eulophus basalis ingår i släktet Eulophus och familjen finglanssteklar. Inga underarter finns listade i Catalogue of Life.